# Montitxelvo
Montitxelvo, en valencien, ou Montichelvo, en castillan (dénomination officielle bilingue depuis le 22 mai 2005), est une commune de la province de Valence, dans la Communauté valencienne, en Espagne. Elle est située dans la comarque de la Vall d'Albaida et dans la zone à prédominance linguistique valencienne.

## Géographie

Localisation de Montitxelvo
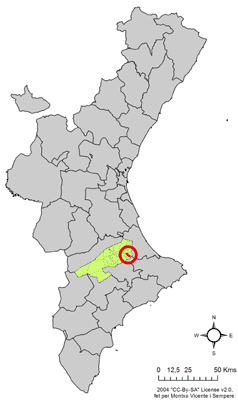
dans la Communauté valencienne.
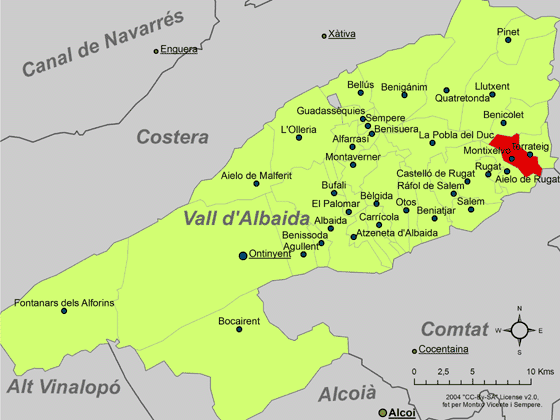
dans la comarque de la Vall d'Albaida.